# Polialfabetikus rejtjel
Minden olyan helyettesítő rejtjel polialfabetikus kód vagy polialfabetikus rejtjel, amely többféle helyettesítő ábécét használ. Talán a legismertebb példája a Vigenère-kód, amely azonban meglehetősen leegyszerűsített formája. Az Enigma már bonyolultabb gép, de alapvetően még mindig csak polialfabetikus helyettesítéssel rejtjelezett.
Az első kiadott polialfabetikus rejtjelet Leon Battista Alberti készítette 1467 körül. Alberti Caesar-kódot használt az üzenet rejtjelezésére, de amikor úgy gondolta, egy másik helyettesítési ábécéhez nyúlt, és ezt úgy jelezte, hogy az új ábécével kódolt szöveg legelső betűjét nagybetűvel írta. Alberti egy dekóder-készüléket is feltalált (ez volt az ő enkripciós lemeze, amely ugyanazt a rejtjelet használta, mint amelyet később Johannes Trithemius publikált.
Johannes Trithemius a halála után kiadott könyvében közölte az általa feltalált progresszív kulcs nevű polialfabetikus kódot. Alberti módszerével ellentétben nem akkor váltott ábécét, amikor gondolt egyet, hanem minden egyes betűnél. Egy tabula recta-val kezdte a rejtjelezést, amin 26 különböző ábécé található (mivel Trimethius latinul írt, csak 24 ábécét használt, a magyar nyelv esetén nyilván 40 ábécére volna szükség). Minden egyes ábécé eggyel balra volt tolva a fölötte levőhöz képest úgy, hogy a Z után az A-val folytatódott (lásd ábra).
Trithemius módszere szerint az első betűt az első ábécé szerint kell kódolni (A-ból B lesz, B-ből C), a második betűt a második ábécé szerint stb. Ugyanazon az elven működött, mint Alberti rejtjelezője. Két ábécéje volt, az egyik a külső rögzített gyűrűn, a másik a forgó lemezen. Egy betűt úgy kódolt a szerkezet, hogy megkereste a külső gyűrűn, és leírta a lemezen alatta levő betűt. A szerkezeten kezdetben az A alatt volt a B, majd minden betű leírása után egy betűvel arrébb kell forgatni.
Trimethius és Alberti szerkezeteit rendkívül könnyű volt feltörni, a kulcsokkal való haladás egyik esetben sem bizonyult biztos rejteknek a támadók elől, még Alberti alkalmazása sem, mivel a nagybetűs jelölés fontos információt hordozott az elemző számára. Az elkövetkezendő néhány évszázadban a minél több helyettesítő ábécé használatának jelentőségéről majdnem mindenki megfeledkezett. A polialfabetikus helyettesítő rejtjelek készítői inkább arra koncentráltak, hogy elfedjék a néhány alkalmazott ábécét (kis számukból adódóan ismételve azokat), ahelyett, hogy felismerték volna a lehető legtöbb ábécé használata (és ezáltal azok ismétlésének kiküszöbölése) által nyújtott biztonságot.
Az alapelv (különösen Albertié, ahol vég nélkül lehetett újabb és újabb ábécéket alkalmazni) azonban komoly előrelépést jelentett – évszázadok, vagyis a gyakoriságelemzés kifejlesztése óta ez volt a legkomolyabb. Egy észszerű alkalmazása nagyságrendekkel nehezebb lett volna feltörni (és végül lett is). Egészen az 1800-as évek középéig (Charles Babbage titkos munkájáig a krími háború idején, valamint Friedrich Kasiski néhány évvel későbbi, előbbivel alapjaiban véve egyenértékű közzétételéig) a jól alkalmazott polialfabetikus rejtjelek kriptanalízise alig-alig haladt valamit előre.